# Aich (Neuendettelsau)
Aich ([aɪ̯ç] ⓘ, fränkisch: Aach) ist ein Gemeindeteil der Gemeinde Neuendettelsau im Landkreis Ansbach (Mittelfranken, Bayern). Die Gemarkung Aich hat eine Fläche von 6,099 km². Sie ist in 743 Flurstücke aufgeteilt, die eine durchschnittliche Fläche von 8208,96 m² haben. In ihr liegen neben dem namensgebenden Ort die Gemeindeteile Birkenhof, Geichsenhof, Geichsenmühle, Hammerschmiede, Mausendorf und Mausenmühle.

## Geografie
Durch das Dorf fließt die Aurach. Im Norden grenzt der Weißenbronner Wald an, 0,5 km westlich liegt der Lerchenbuck (433 m ü. NHN) und 0,2 km östlich der Hirtenbuck (428 m ü. NHN). Die Staatsstraße 2410 verläuft zur Anschlussstelle 54 der Bundesautobahn 6 (0,6 km südlich) bzw. zur Bundesstraße 14 bei Heilsbronn (2,8 km nördlich). Gemeindeverbindungsstraßen führen nach Heilsbronn (2,5 km nördlich), Petersaurach (3,2 km westlich), Mausendorf (1 km östlich) und Geichsenhof (0,8 km südlich).

## Geschichte
Der Ort wurde 1150 als „Eich“ erstmals urkundlich erwähnt. Dem Namen nach zu schließen handelte es sich um eine Siedlung, die ursprünglich an einem Eichenwald lag. Die Siedlungstätigkeit dürfte bereits im 10. Jahrhundert begonnen haben.
Ursprünglich waren die Höfe in Besitz der Herren von Abenberg, der Herren von Vestenberg/Bruckberg, eines Dietrich von Wunnenstein sowie der Brüder Ulrich und Friedrich von Emmendorf. Das Kloster Heilsbronn kam nach und nach (1152–1402) in den Besitz aller dieser Güter.
Im 16-Punkte-Bericht des Oberamts Windsbach aus dem Jahr 1608 wurden für Aich 20 Mannschaften verzeichnet: die 5 Bauern und 15 Köbler unterstanden alle dem Klosterverwalteramt Heilsbronn. Außerdem gab es ein Gemeindehirtenhaus. Das Hochgericht übte das brandenburg-ansbachische Kasten- und Stadtvogteiamt Windsbach aus. Im Dreißigjährigen Krieg blieben von den damals 28 Anwesen sieben bewohnt, fünf brannten ab, 16 verfielen und verödeten. Im Gegensatz zu anderen Orten der Umgegend erholte sich Aich rasch: Zwanzig Jahre nach dem Krieg waren bereits 25 Anwesen wieder besetzt.
Gegen Ende des 18. Jahrhunderts bildete Aich mit der Froschmühle eine Realgemeinde mit 25 Anwesen und 1 Gemeindehirtenhaus. Das Hochgericht übte weiterhin das Kasten- und Stadtvogteiamt Windsbach aus, die Dorf- und Gemeindeherrschaft hatte das Klosterverwalteramt Heilsbronn. Grundherren waren das Klosterverwalteramt Heilsbronn (24 Anwesen: 2 Höfe, 1 Halbhof, 2 Viertelhöfe, 3 Güter, 12 Gütlein, 1 Gütlein mit Zapfenwirtschaft, 1 Mühlgut mit Hammerschmiede, 2 Häuser) und das Rittergut Rügland der Herren von Crailsheim (1 Mühle). Von 1797 bis 1808 unterstand der gesamte Ort dem Justiz- und Kammeramt Windsbach. Die Zahl der Anwesen blieb unverändert.
Im Jahr 1806 kam Aich zum Königreich Bayern. Im Rahmen des Gemeindeedikts wurde 1808 der Steuerdistrikt Aich gebildet. Zu diesem gehörten Altendettelsau, Birkenhof, Geichsenhof, Geichsenmühle, Froschmühle, Haag, Hammerschmiede, Jakobsruh, Mausendorf, Mausenmühle, Reuth, Steinhof und Steinmühle. Die Ruralgemeinde Aich wurde 1810 gebildet und war deckungsgleich mit dem Steuerdistrikt. Sie war in Verwaltung und Gerichtsbarkeit dem Landgericht Heilsbronn zugeordnet und in der Finanzverwaltung dem Rentamt Windsbach. 1811/1812 kamen vom Steuerdistrikt Bertholdsdorf Watzendorf und Wollersdorf hinzu, die bereits 1816 wieder zum Steuerdistrikt Bertholdsdorf wechselten. Mit dem Zweiten Gemeindeedikt (1818) entstanden vier Ruralgemeinden:
- Aich mit Geichsenhof, Geichsenmühle, Hammerschmiede, Mausendorf und Mausenmühle;
- Altendettelsau mit Froschmühle;
- Haag mit Jakobsruh, Reuth, Steinhof und Steinmühle;
- Wollersdorf mit Watzendorf.[18]

Von 1862 bis 1879 gehörte Aich zum Bezirksamt Heilsbronn, seit 1880 zum Bezirksamt Ansbach (1939 in Landkreis Ansbach umbenannt). In der Finanzverwaltung war das Rentamt Heilsbronn zuständig (1919 in Finanzamt Heilsbronn umbenannt), seit 1929 ist es das Finanzamt Ansbach. In der Gerichtsbarkeit blieb das Landgericht Heilsbronn zuständig (1879 in Amtsgericht Heilsbronn umbenannt), seit 1956 ist es das Amtsgericht Ansbach. Die Gemeinde hatte 1964 eine Gebietsfläche von 6,082 km².
Am 1. Januar 1972 wurde Aich im Zuge der Gebietsreform in Bayern nach Neuendettelsau eingemeindet.

### Historische Ortskarte

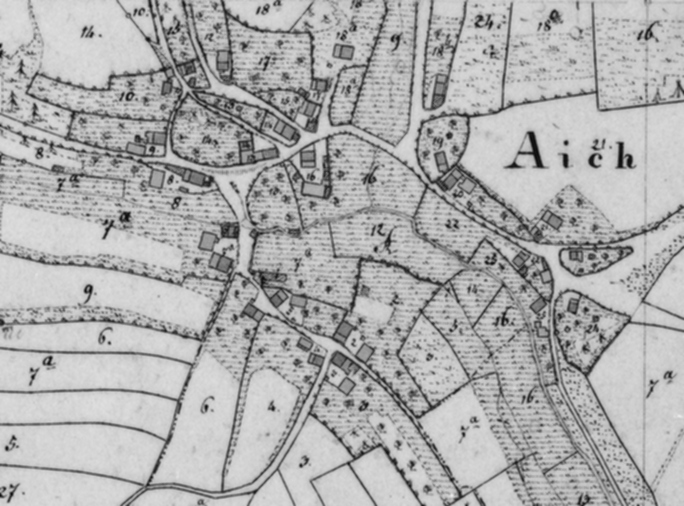
Ortsplan 1827

### Bau- und Bodendenkmäler
- Beim Dorf gab es eine Freilandstation der Mittelsteinzeit und mehrere Siedlungen der Jungsteinzeit.[22]
- Winterseite 4: ein eingeschossiges Wohnstallhaus mit Steildach und Fachwerkgiebel aus dem 17. Jahrhundert[22]

### Einwohnerentwicklung
Hinweis: Die untenstehenden Tabellen erscheinen in der Druckversion nicht vollständig. Sie müssen in Querformat separat ausgedruckt werden (→ Einwohnerentwicklung).
Gemeinde Aich
| Jahr      | 1818   | 1840   | 1852   | 1855   | 1861   | 1867   | 1871   | 1875   | 1880   | 1885   | 1890   | 1895   | 1900   | 1905   | 1910   | 1919   | 1925   | 1933   | 1939   | 1946   | 1950   | 1952   | 1961   | 1970   |
| Einwohner | 231    | 259    | 265    | 277    | 289    | 299    | 282    | 278    | 279    | 274    | 272    | 284    | 313    | 312    | 300    | 295    | 308    | 301    | 296    | 354    | 325    | 298    | 269    | 280    |
| Häuser    | 48     | 50     |        |        |        |        | 49     |        |        | 57     | 58     |        | 58     |        |        |        | 54     |        |        |        | 53     |        | 52     |        |
| Quelle    | [ 24 ] | [ 25 ] | [ 26 ] | [ 26 ] | [ 27 ] | [ 28 ] | [ 29 ] | [ 30 ] | [ 31 ] | [ 32 ] | [ 33 ] | [ 34 ] | [ 35 ] | [ 34 ] | [ 36 ] | [ 34 ] | [ 37 ] | [ 34 ] | [ 34 ] | [ 34 ] | [ 38 ] | [ 34 ] | [ 19 ] | [ 39 ] |

Ort Aich
| Jahr      | 1807   | 1818   | 1836   | 1840   | 1861   | 1871   | 1885   | 1900   | 1925   | 1950   | 1961   | 1970   | 1987   | 2007   | 2013  |
| Einwohner | *131   | *129   | 129    | 126    | *155   | 147    | 129    | 160    | 149    | 152    | 141    | 145    | *166   | 185    | 180   |
| Häuser    | *28    | *28    | 27     | 29     |        |        | 29     | 30     | 26     | 26     | 26     |        | *39    |        |       |
| Quelle    | [ 40 ] | [ 24 ] | [ 41 ] | [ 25 ] | [ 27 ] | [ 29 ] | [ 32 ] | [ 35 ] | [ 37 ] | [ 38 ] | [ 19 ] | [ 39 ] | [ 42 ] | [ 43 ] | [ 1 ] |

## Religion
Der Ort ist seit der Reformation evangelisch-lutherisch geprägt und war teils nach St. Michael (Weißenbronn), teils nach St. Peter (Petersaurach) (die sogenannte „Winterseite“) gepfarrt. Seit 1818 ist Weißenbronn für den ganzen Ort zuständig. Seit 1901 gibt es in Aich eine Kapelle. Sie wurde von Georg Michael Wurth gestiftet (→ Kapelle (Aich)).
Die Einwohner römisch-katholischer Konfession waren ursprünglich nach St. Vitus (Veitsaurach) gepfarrt, später war die Pfarrei Unsere Liebe Frau (Heilsbronn) zuständig, seit 1992 ist es die Pfarrei St. Franziskus (Neuendettelsau).

## Bilder

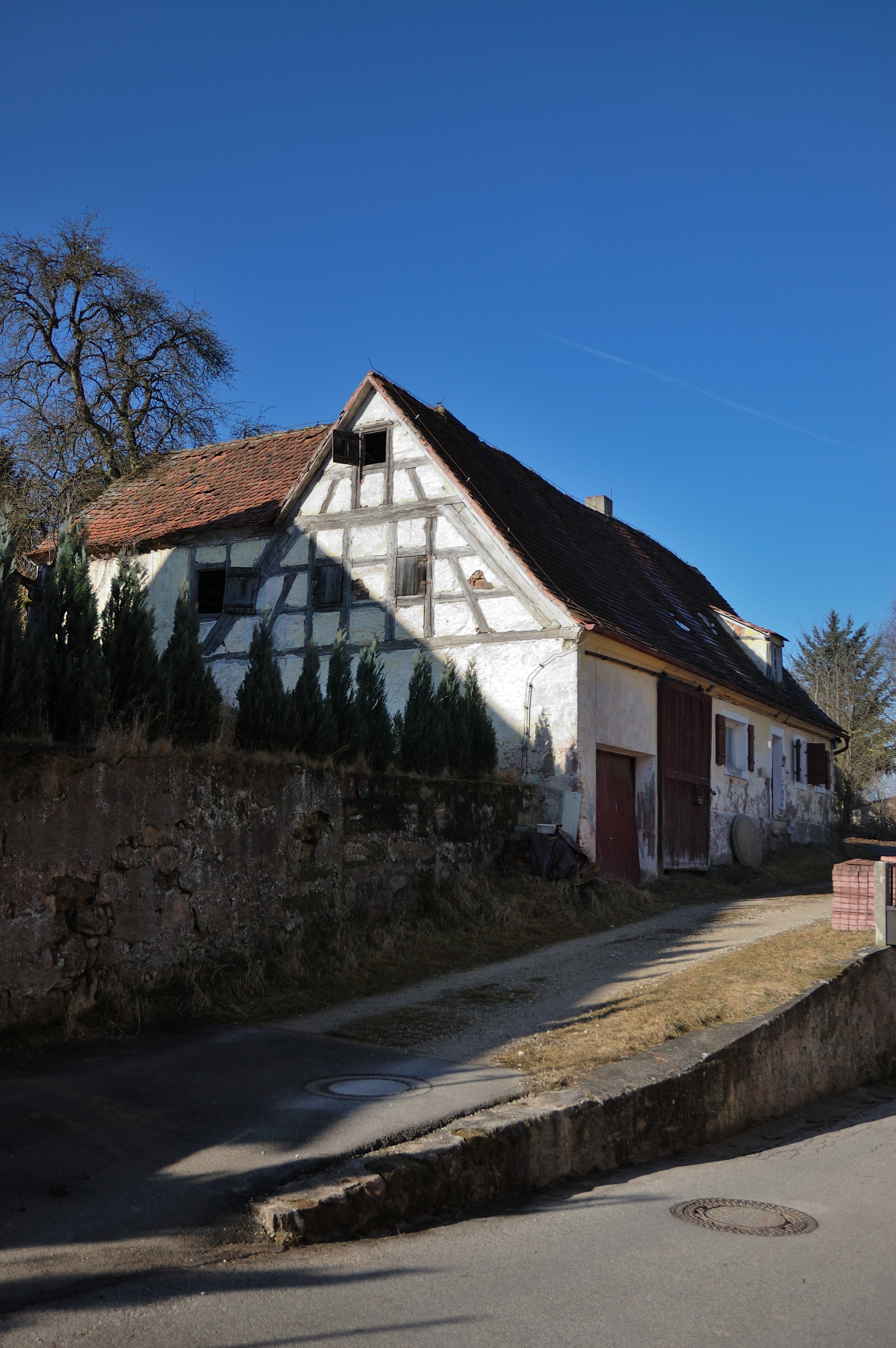
Wohnstallhaus, vermutlich im 17. Jahrhundert erbaut
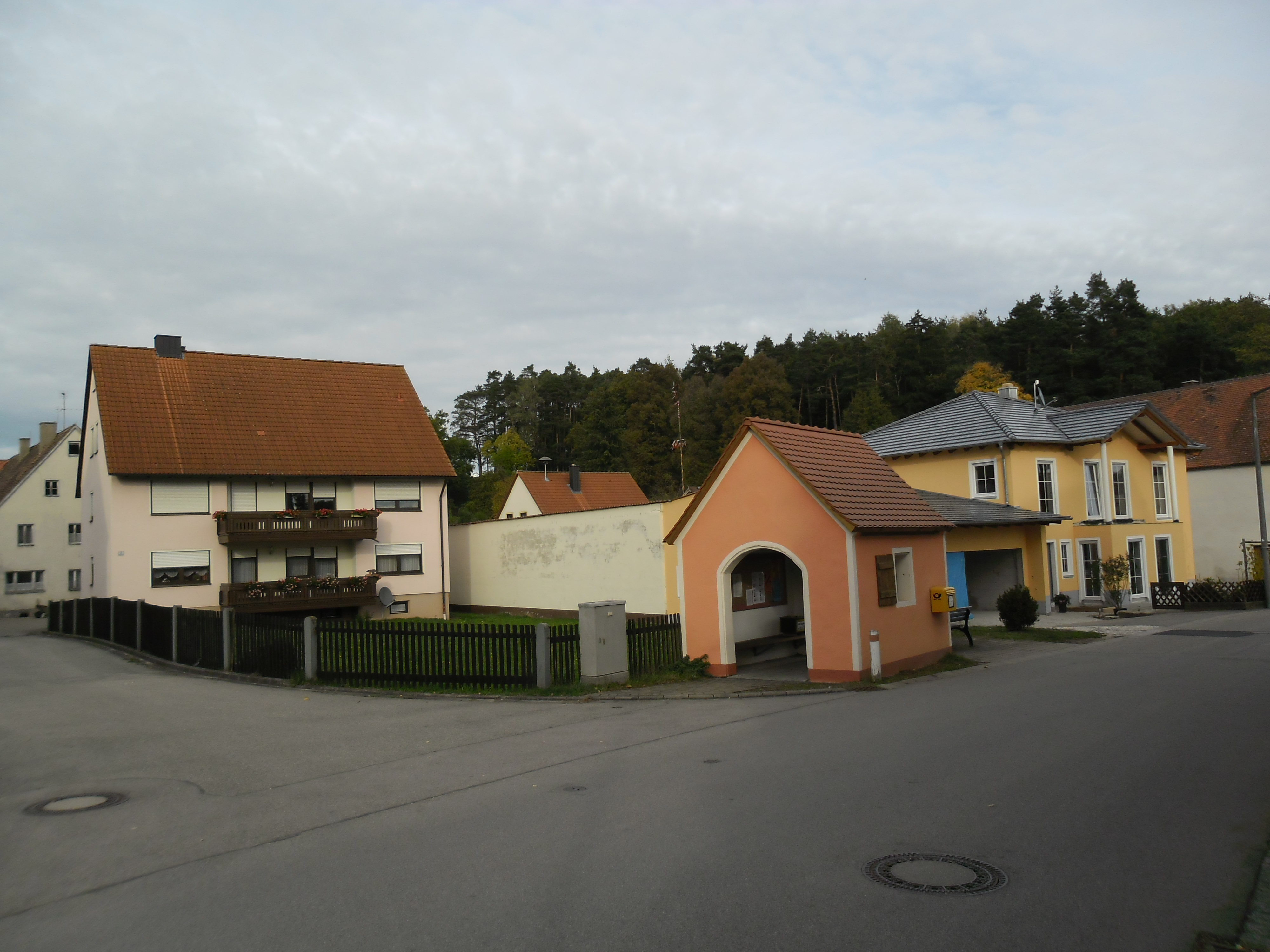
Die Anwesen Petersauracher Straße 2 und 4 im Ortskern
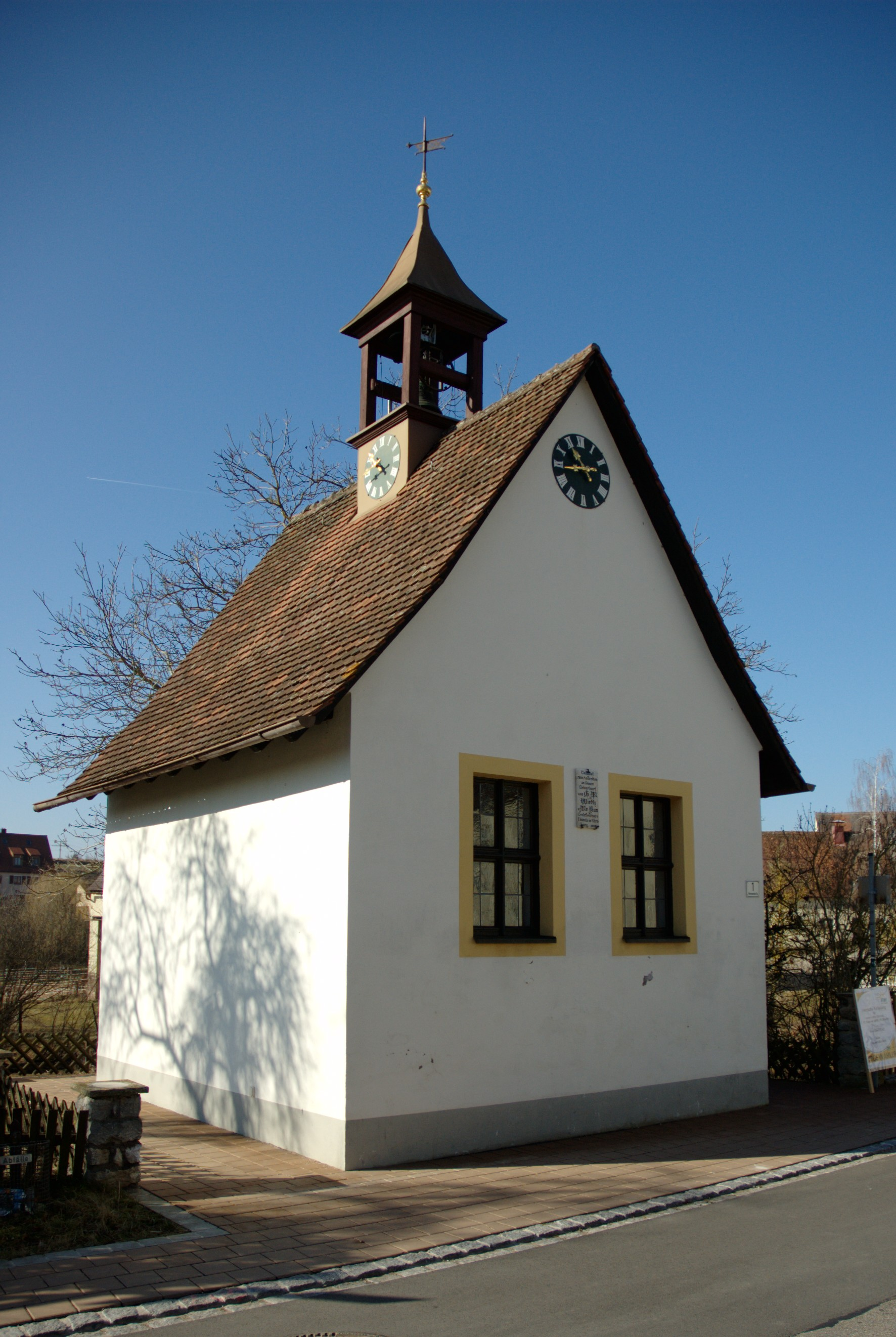
Kapelle
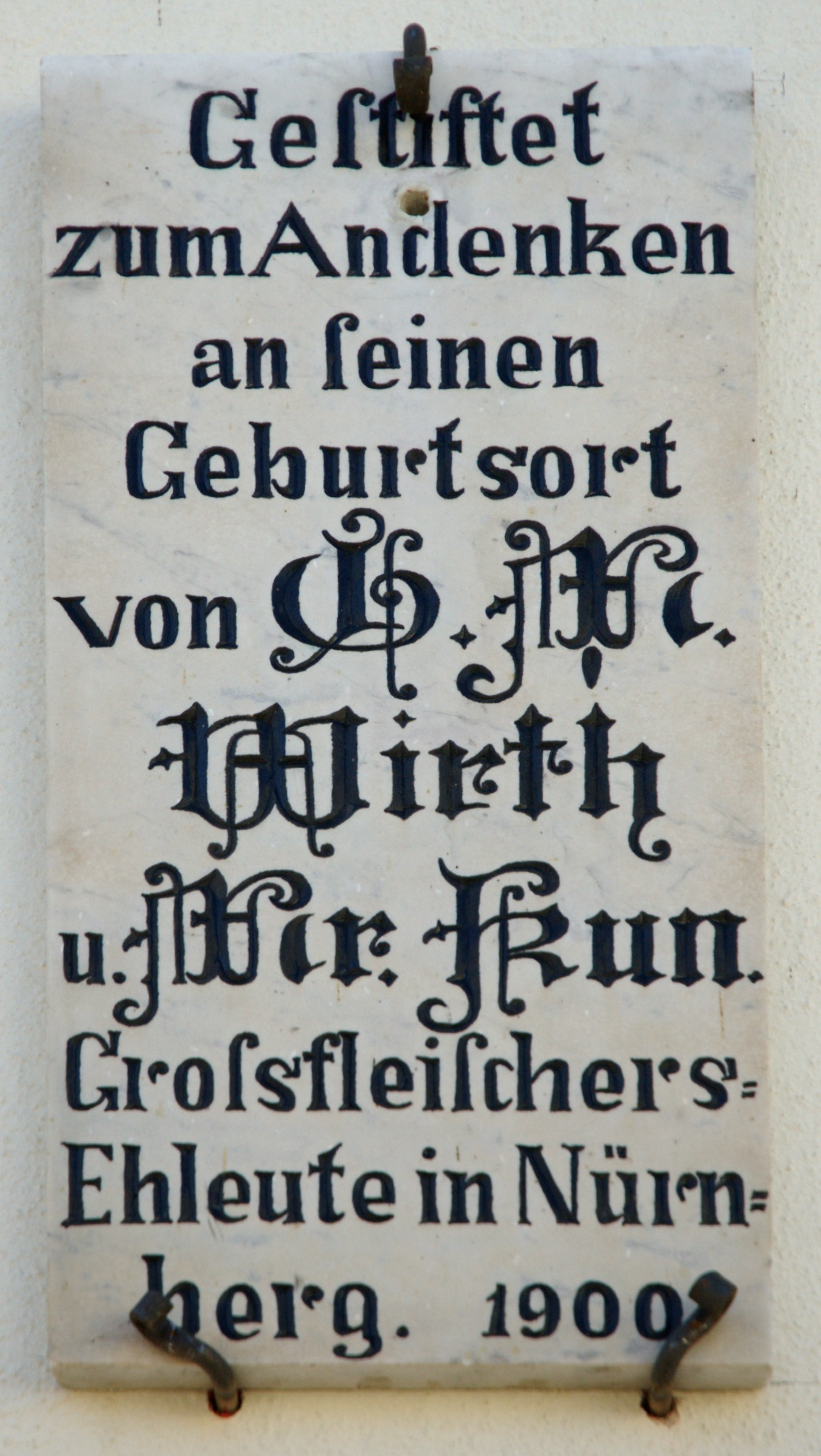
Stiftungstafel
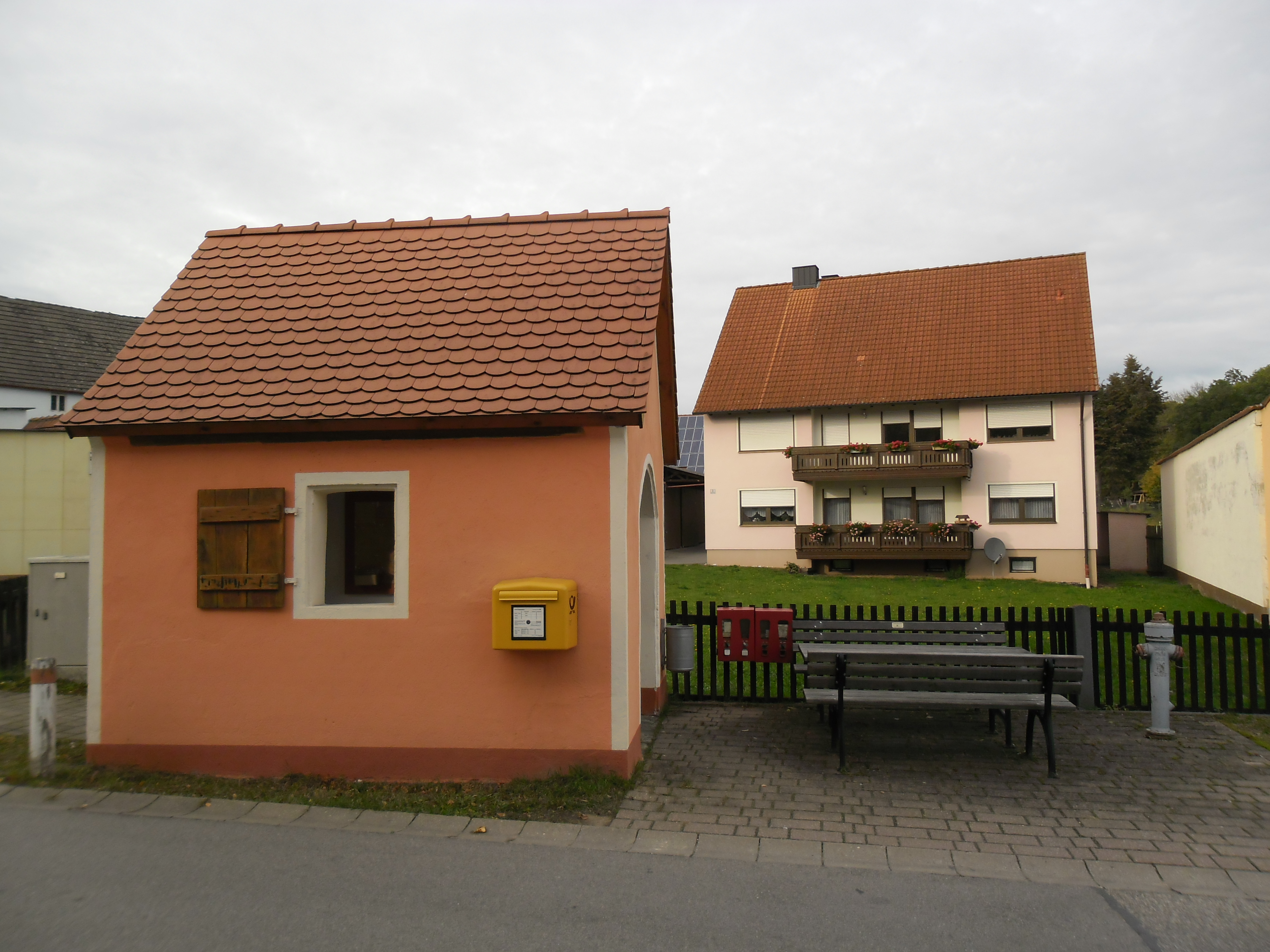
Buswartehäuschen mit Postbriefkasten und Sitzgruppe